# Památník tří odbojů (Hradec Králové)
Památník tří odbojů v Hradci Králové nebo také Památník za svobodu a lidská práva je pískovcový pomník umístěný před budovou sokolovny (Eliščino nábřeží čp. 777).
V roce 1937 se místní TJ Sokol rozhodl, že před budovou sokolovny v rámci oslav 20 let od bitvy u Zborova v roce 1937 zřídí pomník Svobody (pomník obětí bojů za svobodu 1914–1918). Tento pomník byl odhalen 2. července 1937. Za německé okupace byl ale dne 11. listopadu 1941 odstraněn.
Nový památník vznikl až na konci 90. let 20. století z iniciativy Sokola, Československé obce legionářské, Svazu bojovníků za svobodu a Konfederace politických vězňů Hradec Králové. Slavnostně odhalen byl dne 28. října 1998 (někdy chybně uváděno 1999) za účasti několika stovek lidí i účastníků prvního, druhého i třetího odboje. Slavnostní řeč pronesl jednatel Čs. obce legionářské a Sokola Ladislav Holý, místopředseda ÚV Svazu bojovníků za svobodu Slavomír Klaban a předsedkyně konfederace politických vězňů a Klubu 321 Naděžda Kavalírová.
V památníku (pod čtvercovými deskami pod sloupci názvů) jsou uloženy prsti z míst, kde položili své životy za svobodu účastníci všech tří odbojů. Jedná se o památná místa a bojiště první a druhé světové války. V případě třetího odboje jde o místa věznic, sídel pracovních táborů a Čestného pohřebiště III. odboje v Praze-Ďáblicích.

Nápis:
ARRAS, ZBOROV, BACHMAČ, LIPJAGI, PIAVA, DOSŚ ALTO, VOUZIERS, TERRON, ROVERETO
1914–1918
BROOKWOOD, TOBRUK, DUKLA, DUNKERQUE, PARDUBIČKY, LEŽÁKY, TEREZÍN, OSVĚTIM, MAUTHAUSEN
1939–1945
VALDICE, JÁCHYMOV, LEOPOLDOV, MÍROV, BORY, ŽELIEZOVCE, PŘÍBRAM, ĎÁBLICE, PANKRÁC
1948–1989